# Jan Teodor Saczko
Jan Teodor Saczko herbu Korczak (zm. przed 18 maja 1672 roku) – podkomorzy drohicki od 1671 roku, sędzia drohicki w latach 1666-1671, podsędek drohicki w latach 1649-1666, stolnik drohicki w latach 1647-1649.
Poseł na sejm 1662 roku z ziemi mielnickiej. Jako deputat do eksorbitancji i pacta conventa był elektorem Michała Korybuta Wiśniowieckiego z ziemi drohickiej w 1669 roku. Poseł na sejm nadzwyczajny 1670 roku z ziemi drohickiej.